# André Grosjean
André Grosjean (Welkenraedt, 3 augustus 1932 - Verviers, 7 april 2018) was een Belgisch volksvertegenwoordiger, senator en burgemeester.

## Levensloop
Met een A2-diploma in elektriciteit aan de technische school in Luik, werd Grosjean van 1953 tot 1963 conducteur bij de stad Luik. Vervolgens was hij van 1964 tot 1971 eerste conducteur, van 1972 tot 1976 hoofdconducteur en van 1978 tot 1982 technisch raadgever. Tezelfdertijd gaf hij van 1956 tot 1981 les aan de school voor sociale promotie in Welkenraedt. In 1981 nam hij ontslag als leraar omdat hij steeds meer werd opgeslorpt door zijn politieke bezigheden.
Voor de socialistische PSB, vanaf 1978 de PS geheten, was Grosjean van 1971 tot 1981 provincieraadslid van Luik en van 1980 tot 1981 voorzitter van de gemeenteraad. In 1981 maakte hij de overstap naar de nationale politiek, toen hij in de Senaat belandde als provinciaal senator voor Luxemburg. Hij bleef dit tot in 1985 en was daarna van 1985 tot 1995 rechtstreeks gekozen senator voor het arrondissement Verviers. Door het toen bestaande dubbelmandaat was hij van 1985 tot 1995 ook lid van de Waalse Gewestraad en de Franse Gemeenschapsraad. In mei 1995 werd Grosjean voor het arrondissement Verviers verkozen in de Kamer van volksvertegenwoordigers. In oktober 1998 nam hij ontslag ten voordele van eerste opvolger André Frédéric, om zich aan zijn ambt als burgemeester te wijden.
Hij volgde als parlementslid met aandacht de dossiers die met het spoor te maken hadden en legde zich toe op de verdediging van het openbaar vervoer. Hij waakte over het behoud en de ontwikkeling van het laatste Belgisch spoorstation in Welkenraedt, op de grens met Duitsland. Hij volgde ook van nabij het dossier van de hogesnelheidstrein, aangezien deze trein door zijn gemeente moest rijden. Ook was hij van 1989 tot 1990 voorzitter van het Economisch Comité voor de streek van Verviers en vanaf 1990 bestuurder van de Waalse vervoersmaatschappij Société régionale wallonne du transport. 
Op gemeentelijk vlak werd hij in 1976 verkozen tot gemeenteraadslid van Welkenraedt, waar zijn vader Hector Grosjean nog burgemeester was geweest. In 1983 werd hij zelf burgemeester van de stad, een ambt dat Grosjean twintig jaar zou uitoefenen. Hij kon een omvangrijk cultureel centrum inhuldigen, het Forum des Pyramides en zette zich in voor de modernisering van zijn gemeente. In april 2003 nam hij ontslag uit zijn ambt van burgemeester, maar hij bleef nog gemeenteraadslid van Welkenraedt tot juni 2010. Toen zette Grosjean op 77-jarige leeftijd een punt achter zijn actieve politieke loopbaan.